# Foricoenia sive Epigrammatum libellus
Foricoenia sive Epigrammatum libellus – zbiór epigramatów (fraszek) Jana Kochanowskiego w języku łacińskim, wydany w 1584 w Krakowie razem ze zbiorem elegii Elegiarum libri IV jako Elegiarum libri IV, eiusdem Foricoenia sive Epigrammatum libellus.
Tom ukazał się w roku śmierci Kochanowskiego, zawiera jednak w dużej części wczesne utwory łacińskojęzyczne Kochanowskiego. Tytuł Foricoenia pochodzi od łacińskich słów foris („poza domem”) i coena („uczta”). Utwory odwołują się do motywów z epigramatyki greckiej, rzymskiej oraz literatury nowołacińskiej (niektóre z motywów zostały wykorzystane później przez Kochanowskiego także we fraszkach polskich). Epigramaty te Kochanowski pisał zarówno podczas pobytu w Padwie (1552-1555), jak i później.